# Franz Heinrich Ollendorff

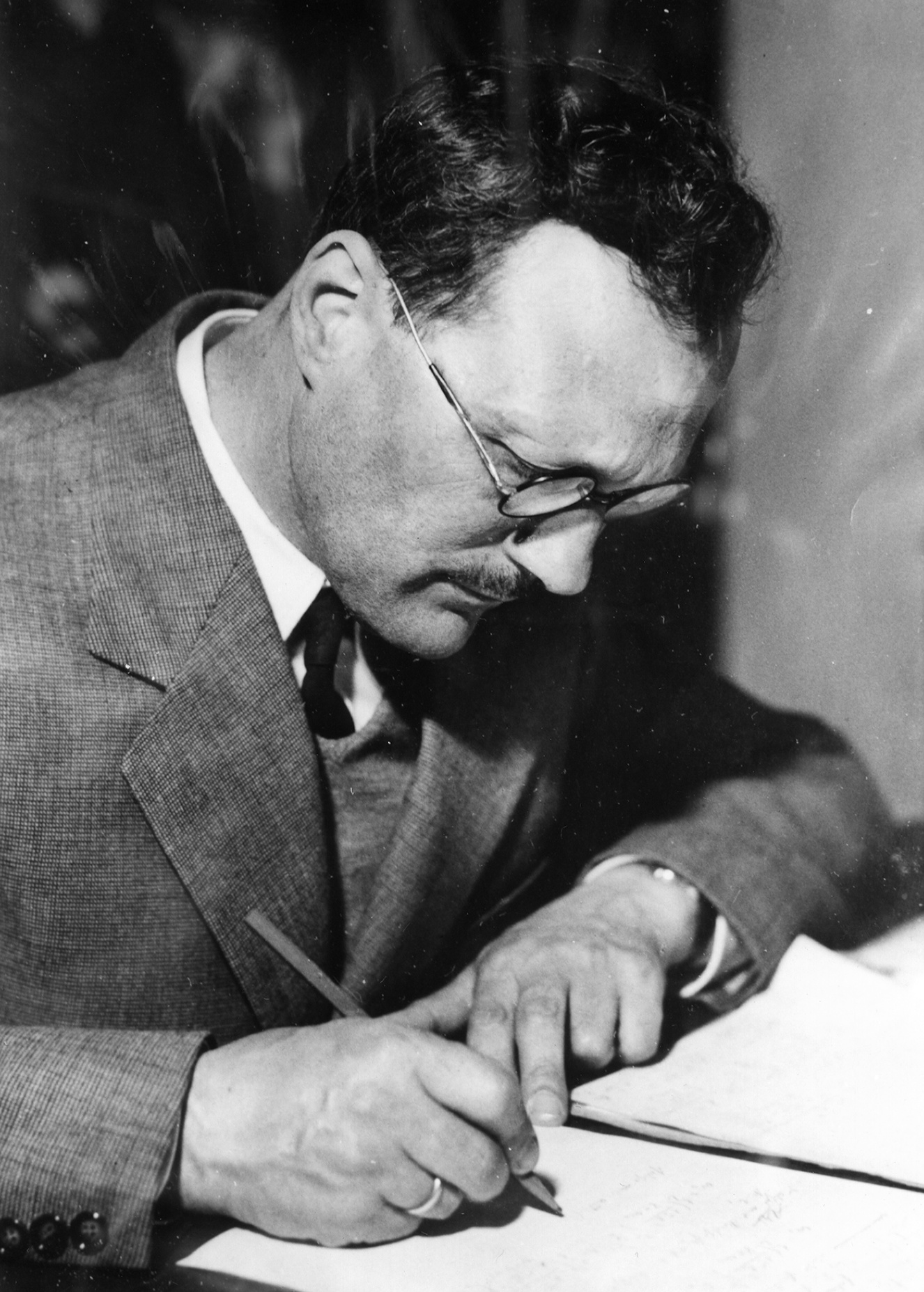
Franz Heinrich Ollendorff

Franz Heinrich Ollendorff (* 15. März 1900 in Berlin-Charlottenburg; † 9. Dezember 1981 in Haifa, Israel) war ein deutscher Elektroingenieur und Professor.

## Leben
Er war Sohn des jüdischen Kaufmanns Nathan Ollendorff und seiner Frau Martha. 1918 machte er das Abitur am Mommsengymnasium und studierte Elektrotechnik an der Technischen Hochschule (TH) Berlin. Danach ging er 1922 als Assistent an das Institut für Elektrotechnik der Technischen Hochschule Danzig, wo er über Hochfrequenztechnik forschte. Hier lernte er auch seine spätere Frau Ruth Kaelter kennen.
Wegen des in Danzig aufkommenden Antisemitismus gingen sie nach Berlin, wo er bei Siemens-Schuckert arbeitete. 1928 wurde er Privatdozent und Oberingenieur am Lehrstuhl des Geheimrats Ernst Orlich für Theoretische Elektrotechnik an der TH Berlin.
Nachdem er 1933 auch der TH Berlin verwiesen wurde, arbeitete er als Lehrer einer jüdischen Volksschule. Im Herbst 1934 emigrierte er nach Palästina, wo er an einer Notschule für Einwanderer unterrichten wollte. Gesundheitlich angeschlagen kehrte er 1935 nach Berlin zurück, wo er nun die Jugend-Alijah-Schule leitete.
Im März 1937 siedelte Franz Ollendorff endgültig nach Palästina über, wo er nun am Technion in Haifa Elektrotechnik unterrichtete und im folgenden Jahr Professor wurde. 1954 erhielt er den Israel-Preis. 1960 verlieh die TU Berlin ihm die Ehrendoktorwürde. 1959 war er Gründungsmitglied der Israelischen Akademie der Wissenschaften.

## Werke
Franz Ollendorff war Herausgeber und Autor mehrerer Bücher. Einige der Bücher wurden digitalisiert und sind im Springer Verlag wieder verfügbar gemacht worden.
- Franz Ollendorff: Die Grundlagen der Hochfrequenztechnik. Springer, Berlin/Heidelberg 1926, ISBN 3-642-90211-1 (springer.com [abgerufen am 15. Februar 2022]).

- Technische Elektrodynamik in 5 Bänden

1. Franz Ollendorff: Berechnung magnetischer Felder. Springer, Vienna 1952, ISBN 3-7091-3025-5 (springer.com [abgerufen am 15. Februar 2022]).
2. Franz Ollendorff: Elektronik freier Raumladungen. Springer, Vienna 1957, ISBN 3-7091-2107-8 (springer.com [abgerufen am 15. Februar 2022]).
3. Franz Ollendorff: Grundlagen der Kristallelektronik. Springer, Vienna 1966, ISBN 3-7091-3029-8 (springer.com [abgerufen am 15. Februar 2022]).
4. Franz Ollendorff: Schwankungserscheinungen in Elektronenröhren. Springer, Vienna 1961, ISBN 3-7091-3027-1 (springer.com [abgerufen am 15. Februar 2022]).
5. Franz Ollendorff: Innere Elektronik. Springer, Berlin/Heidelberg 1966, ISBN 3-662-23005-4 (springer.com [abgerufen am 15. Februar 2022]).Hinweis: Die Serie war ursprünglich aufgeteilt in Buch I sowie Buch II/1 – II/4.